# Увельки
Уве́льки (рос. Увельки) — селище у складі Туринського міського округу Свердловської області.
Населення — 42 особи (2010, 39 у 2002).
Національний склад населення станом на 2002 рік: росіяни — 92 %.